# Эбштейн, Вильгельм
Вильгельм Эбштейн (нем. Wilhelm Ebstein; 27 ноября 1836, Яуэр Нижняя Силезия (ныне Явор, Нижнесилезское воеводство, Польша) — 22 октября 1912, Гёттинген) — немецкий медик, врач-терапевт, патологоанатом, педагог. Доктор медицины (1859), профессор.

## Биография
Родился в состоятельной немецкой еврейской семье из Нижней Силезии. Изучал медицину в университетах Бреслау и Берлина. Ученик Фридриха Теодора фон Фрерикса и Рудольфа Вирхова.
В 1859 году стал заведующим бреславской больницей Всех Святых, в 1868 году назначен директором городской больницы, в 1869 году — приват-доцентом;
В 1874 году получил звание профессора в Гёттингенского университета и занял кафедру внутренней медицины, в 1877 году был назначен руководителем клиники внутренних болезней. За время пребывания на посту была построил новую медицинскую клинику. В 1906 году вышел в отставку.
В 1883 году был избран членом академии Леопольдина.
Работы В . Эбштейна относятся к области исследования обмена веществ и питания. Им было составлено несколько диетических методов лечения тучности, болезни почек, подагры, мочевого камня, сахарного мочеизнурения и т. д.
Вместе с Ю. Швальбе редактировал журнал «Handbuch der praktischen Medizin» (1901). Помимо множества медицинских работ, из которых «Die Fettleibigkeit» выдержала 7 изданий, отметим книги «Die Medizin in Bibel und Talmud» (1903) и «Die Medizin im Alten Testament» (1901).
Его имя связано с рядом болезней, синдромов и аномалий: Аномалия Эбштейна  (редкий врожденный порок сердца), Лихорадкой Пеля-Эбштейна, Болезнь Эбштейна (гиалиновая дистрофия почечных канальцев при сахарном диабете, форма диабетической нефропатии) и Нефропатия Арманни-Эбштейна (особая форма диабетической нефропатии).

## Избранные труды
- De mutationibus cocti crudique amyli fluifo oris tractati. Berlin 1859.
- Die Recidive des Typhus. Breslau 1869.
- Die Fettleibigkeit (Corpulenz) und ihre Behandlung nach physiologischen Grundsätzen. 7. Auflage. Wiesbaden 1887.
- Das chronische Rückfallsfieber, eine neue Infectionskrankheit. 1887, S. 565—568.
- Fett oder Kohlenhydrate. Wiesbaden 1885.
- Wasserentziehung und Anstrengende Muskelbewegungen. Wiesbaden 1885.
- Nierenkrankheiten Nebst den Affectionen der Nierenbecken und der Urnieren.
- Über die acute Leukämie und Pseudoleukämie. Leipzig 1889.
- Traumatische Leukämie. 1894.
- Handbuch der Praktischen Medizin. 1899.
- Die Medizin im Alten Testament. Stuttgart 1901.